# بیش آقاج
بیش آقاج روستایی در بخش سرولایت در شمال خراسان رضوی در منطقه کوهستانی بینالود قرار دارد.
از محصولات کشاورزی این روستا گردو، بادام، گیلاس، آلبالو، زرد آلو، هلو، سیب و سایر محصولات زراعی
زبان اصلی این روستا ترکی خراسانی می‌باشد.